# روب مارشال
روب مارشال (بالإنجليزية: Rob Marshall)‏ (مواليد 17 أكتوبر 1960) هو مخرج أفلام ومصمم رقصات أمريكي، حائز على 6 جوائز توني، وترشح لعدة جوائز أوسكار، وجوائز الغولدن غلوب، كما ترشح لجائزة إيمي كأفضل مخرج عن فيلم شيكاغو عام 2002.

## أعماله

### ترشيحات جوائز توني
| سنة  | العرض                    | الفئة                      |
| ---- | ------------------------ | -------------------------- |
| 1993 | Kiss of the Spider Woman | أفضل مصمم رقصات            |
| 1994 | Damn Yankees             | أفضل مصمم رقصات            |
| 1994 | She Loves Me             | أفضل مصمم رقصات            |
| 1998 | Cabaret                  | أفضل مصمم رقصات            |
| 1998 | Cabaret                  | أفضل إخراج لمسرحية موسيقية |
| 1999 | Little Me                | أفضل مصمم رقصات            |

### الأعمال التلفزيونية والسينمائية
| السنة | الفيلم                         | جوائز الأوسكار التي ربحها | ترشيحات لأوسكار | ملاحظات |
| ----- | ------------------------------ | ------------------------- | --------------- | --- |
| 1995  | فيكتوريا                       | -                         | -               | فيلم تلفزيوني، مرشح لجائزة إيمي لأفضل تصميم رقصات                                                                 |
| 1996  | السيد سانتا كلوز               | -                         | -               | فيلم تلفزيوني، مرشح لجائزة إيمي لأفضل تصميم رقصات                                                                 |
| 1997  | سندريلا                        | -                         | -               | فيلم تلفزيوني، مرشح لجائزة إيمي لأفضل تصميم رقصات                                                                 |
| 1999  | آني                            | -                         | -               | فيلم تلفزيوني، نال جائزة إيمي لأفضل تصميم رقصات، رشح للجائزة نفسها عن فئة أفضل مخرج في فيلم، مسلسل قصير وعرض خاص. |
| 2001  | مركز كينيدي الثقافي            | -                         | -               | مناسبة تلفزيونية، مخرج, نال جائزة اتحاد المخرجين الأمريكيين.                                                      |
| 2002  | شيكاغو                         | 6                         | 13              | مخرج ومصمم رقصات، رشح لجائزة الأوسكار عن أفضل إخراج. نال جائزة اتحاد المخرجيين الأمريكيين عن فئة أفضل مخرج        |
| 2005  | مذكرات فتات الغايشا            | 3                         | 6               | مخرج، رشح لجائزة الساتلايت لأفضل إخراج                                                                            |
| 2006  | توني بينيت                     | -                         | -               | فيلم تلفزيوني، مخرج ومنتج، مرشح لجائزة إيمي لأفضل إخراج وأفضل عمل متنوع موسيقي أو كوميدي خاص.                     |
| 2009  | تسعة                           | -                         | 4               | مخرج، منتج, ومساعد تصميم رقصات، رشح لجائزة الساتلايت لأفضل إخراج.                                                 |
| 2011  | قراصنة الكاريبي: في بحار غريبة |                           |                 | مخرج, |

## وصلات خارجية
- روب مارشال على موقع IMDb (الإنجليزية)
- روب مارشال على موقع الموسوعة البريطانية (الإنجليزية)
- روب مارشال على موقع روتن توميتوز (الإنجليزية)
- روب مارشال على موقع قاعدة بيانات الأفلام العربية
- روب مارشال على موقع ألو سيني (الفرنسية)
- روب مارشال على موقع ميوزك برينز (الإنجليزية)
- روب مارشال على موقع تيرنر كلاسيك موفيز (الإنجليزية)
- روب مارشال على موقع أول موفي (الإنجليزية)
- روب مارشال على موقع بوكس أوفيس موجو (الإنجليزية)
- روب مارشال على موقع قاعدة بيانات برودواي على الإنترنت (الإنجليزية)
- روب مارشال في قاعدة بيانات الأفلام على الإنترنت